# Климов, Игорь Георгиевич
Игорь Георгиевич Климов (род. 15 июня 1969, Ленинград, СССР) — российский управленец, топ-менеджер, член правления ООО «СИБУР».

## Биография
Родился в Ленинграде. Занимался спортом, играл в баскетбол, стал чемпионом Ленинграда. В 1991 году из-за травмы оставил спортивную карьеру.
В 1994 году окончил факультет ракетостроения Балтийского государственного технического университета им. Д. Ф. Устинова по специальности «инженер-механик» по направлению «Производство и проектирование ЛА». В 2005 году окончил Высшую школу бизнеса Московского государственный университет им. М. В. Ломоносова, получив степень MBA.
Более десяти лет проработал в компании «Хайнц-Петросоюз», на должностях руководителя отдела стратегического развития, управляющего производственными комплексами, директора по логистике, директора филиала.
С 2007 года работает в структурах СИБУРа, начал с должности советника генерального директора «Томскнефтехима», занимал должность первого заместителя генерального директора ООО «Томскнефтехим», курировал вопросы обеспечения и материально-технического снабжения производства, транспортно-логистического управления предприятием, информатизации и связи, а также управления персоналом. В 2008 году возглавил это предприятие. В 2011 году «Томскнефтехим» в очередной раз был признан лучшим предприятием холдинга
С 2012 года работал на должности директора по внедрению производственной системы предприятий СИБУРа, под его руководством внедрение программы началось в Томске, продолжилось внедрение в Тобольске, Воронеже, Перми и Дзержинске.
В 2014 году стал директором по производственно-операционной деятельности Дирекции базовых полимеров СИБУРа, с 2016 года по совместительству является исполнительным директором дочерней компании ООО «БИАКСПЛЕН».
В январе 2017 года стал генеральным директором строящегося комплекса ООО «ЗапСибНефтехим», а в ноябре того же года занял аналогичную должность в ООО «СИБУР Тобольск». Такое совмещение было призвано обеспечить эффективную синхронизацию производственных процессов на тобольской промышленной площадке компании в период пусконаладочных работ и ввода в эксплуатацию «ЗапСибНефтехима». Под руководством Игоря Климова строительство завода было завершено с опережением срока, в 2020 году комплекс вышел на проектную мощность. Тогда же было завершено слияние нефтехимических производств СИБУРа в Тобольске в единое юридическое лицо. «ЗабСибНефтехим» ещё до выхода на проектную мощность стал одним из крупнейших налогоплательщиков в Тюменской области, обеспечивающим почти 10 % поступлений в бюджет региона, и во многом обеспечил выход Тюменской области в лидеры среди по Уральскому федеральному округу по индексу промышленного производства.
В 2018 году Игорь Климов вошел в состав правления ООО «СИБУР».
В марте 2021 года Климов был назначен на должность члена правления СИБУРа — управляющего директора. В его обязанности входит повышение эффективности производств предприятий СИБУРа, а также формирование и подготовке команды Амурского ГХК.

## Награды и премии
Награждён почётным знаком Тобольска «За заслуги перед городом» (2021). Дважды кавалер Ордена за заслуги перед химической индустрией I степени.